# Politique tirée de l'Écriture sainte

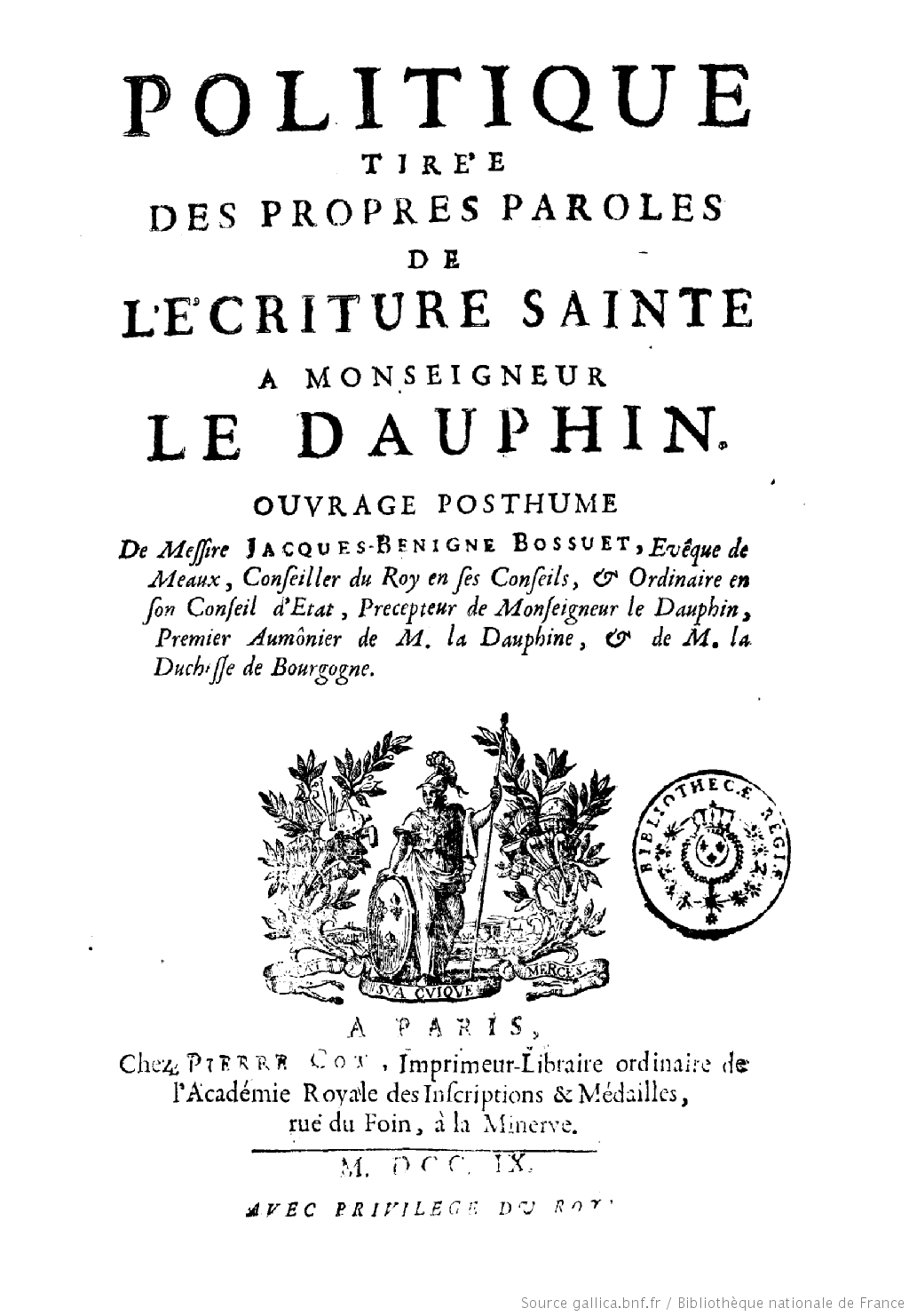
Edition de 1709

La Politique tirée des propres paroles de l’Ecriture Sainte, plus connue sous le nom de Politique tirée de l'Écriture sainte, est une œuvre de théorie politique de Jacques-Bénigne Bossuet dans laquelle il s'efforce de démontrer les liens entre politique et religion et de s'inspirer des Écritures saintes dans le but d'encourager un espace public qui soit pleinement conforme à la loi de Dieu et à la charité évangélique, dans le contexte historique de la monarchie absolue de droit divin.  
En 1670, Bossuet avait été nommé tuteur du futur roi, fils de Louis XIV, étant alors responsable de la formation philosophique, politique et religieuse du jeune dauphin. Pour cette importante tâche, il avait en outre écrit son Traité de la connaissance de Dieu et de soi-même (1677), une œuvre de religion, ainsi que son Discours sur l'histoire universelle (1681), destiné à tirer les leçons du passé.
En 1679, il délaissa la composition du livre, en l'annotant toutefois d'une lettre introductive adressée au pape Innocent XI, décrivant les progrès réalisés jusqu'alors dans l'écriture de l'œuvre. Son tutorat avait pris fin à cette époque et il dut attendre vingt années avant de finalement pouvoir reprendre l'écriture du livre. 
En 1700, il avait complété le livre X, et achevait la complétion de son ouvrage ; toutefois il ne put l'achever complètement avant de mourir en 1704. Après sa mort, son neveu, l'Abbé de Bossuet, compléta son travail et inséra un fragment de La Cité de Dieu d'Augustin à l'intérieur du livre. De nouvelles disputes politiques et théologiques ont donné lieu à des corrections éditoriales mineures, mais le livre fut finalement publié en 1709.      
À la différence de ses contemporains, Bossuet ne citait pas fréquemment les sources classiques de la littérature antique ou de la patrologie, mais préférait emprunter directement à la Bible, en particulier aux livres de l'Ancien Testament, de sorte que l'auteur peut se permettre de présenter son système comme étant intégralement issu de la loi divine.
Les enseignements de la Politique tirée de l'Écriture sainte concernent en outre la sociabilité de l'homme, les rapports entre la société civile, la nation et l'État, le gouvernement, les lois, le patriotisme, l'autorité, le droit de conquête, la monarchie, le sacré, le patriarcat, l'absolutisme, la raison, la connaissance, l'obéissance, la religion, les rapports Église-État, la justice, la guerre, la guerre civile, les forces armées, la paix, l'économie, la famille, la santé et le bonheur.  

## Éditions
- Politique tirée des propres paroles de l'Écriture sainte: Réimpression de l'édition de 1864,, Coll. Bibliothèque Dalloz, Dalloz, 10 juin 2003
- Politique tirée des propres paroles de l'écriture sainte à Mgr le dauphin (Éd.1709), de Jacques-Bénigne Bossuet, Coll. Sciences Sociales, Hachette Livre BNF (1er mai 2012)
- Politique tirée des propres paroles de l'Ecriture sainte. Édition critique avec introduction et notes par Jacques Le Brun, Droz (1967)
- Politique tirée des propres paroles de l'Écriture sainte... Ouvrage posthume de messire Jacques-Bénigne Bossuet, publié par l'abbé J.-B. Bossuet, Éditions P. Cot (1709)